# ادزل ریسر
ادزل ریسر (Edsel Pacer) خودرویی است که در سال‌های ۱۹۵۸تولید شده‌است. وزن آن در حالت طبیعی ۳٬۷۷۳ پوند (۱٬۷۱۱ کیلوگرم) است. سیستم جعبه‌دندهٔ آن ۳ دنده به دو صورت خودکار و دستی است.

## نگارخانه

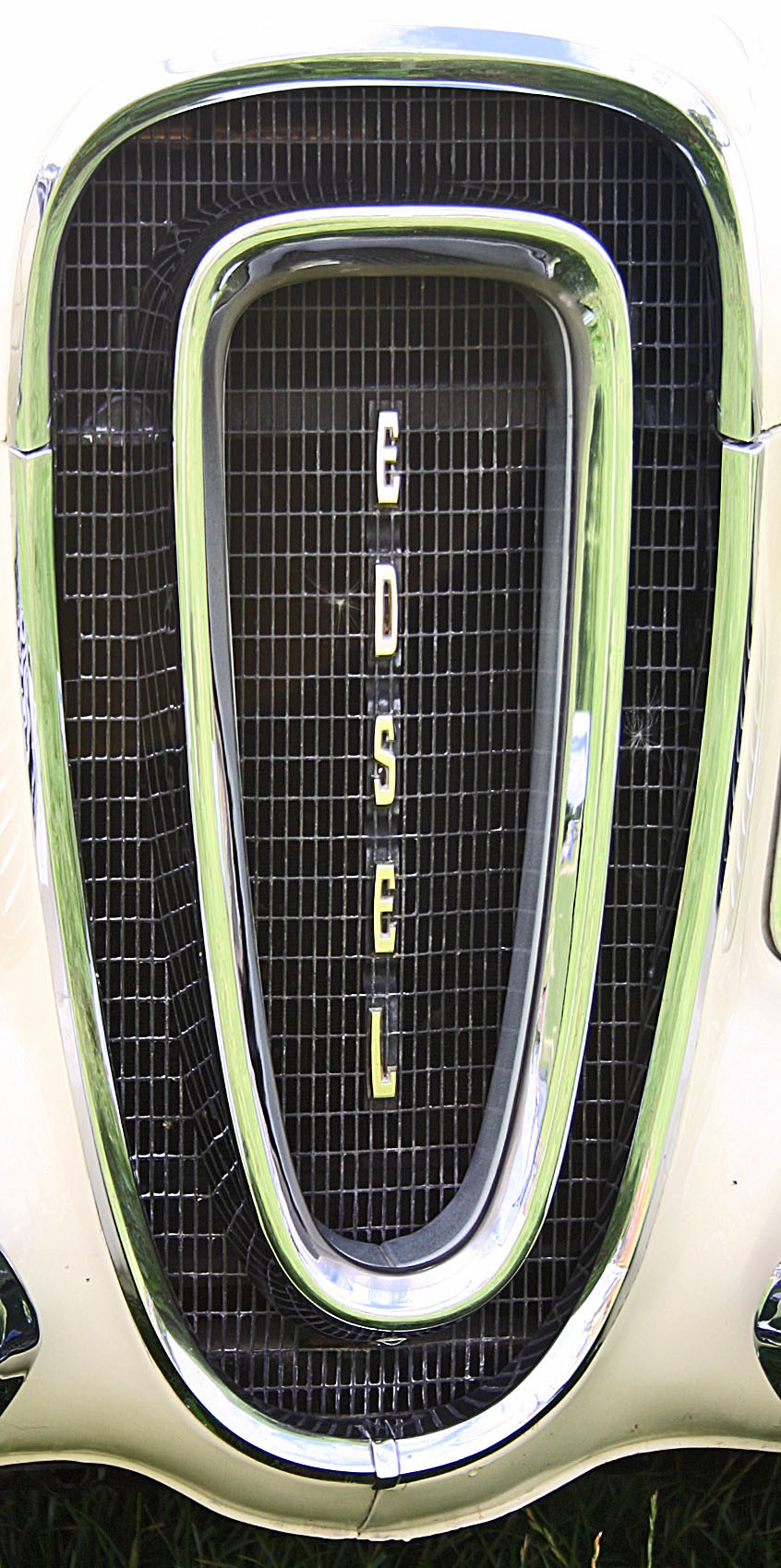
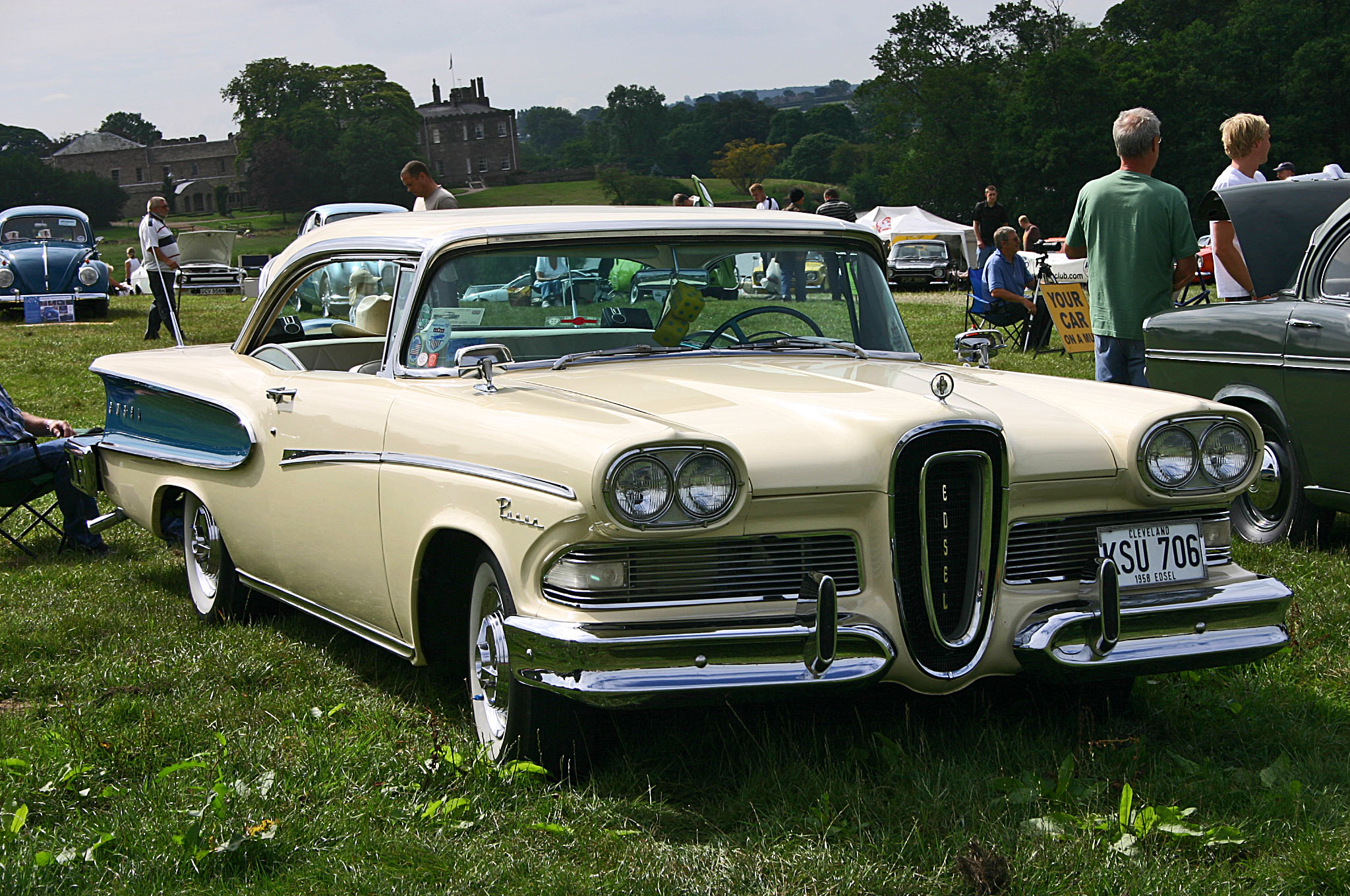
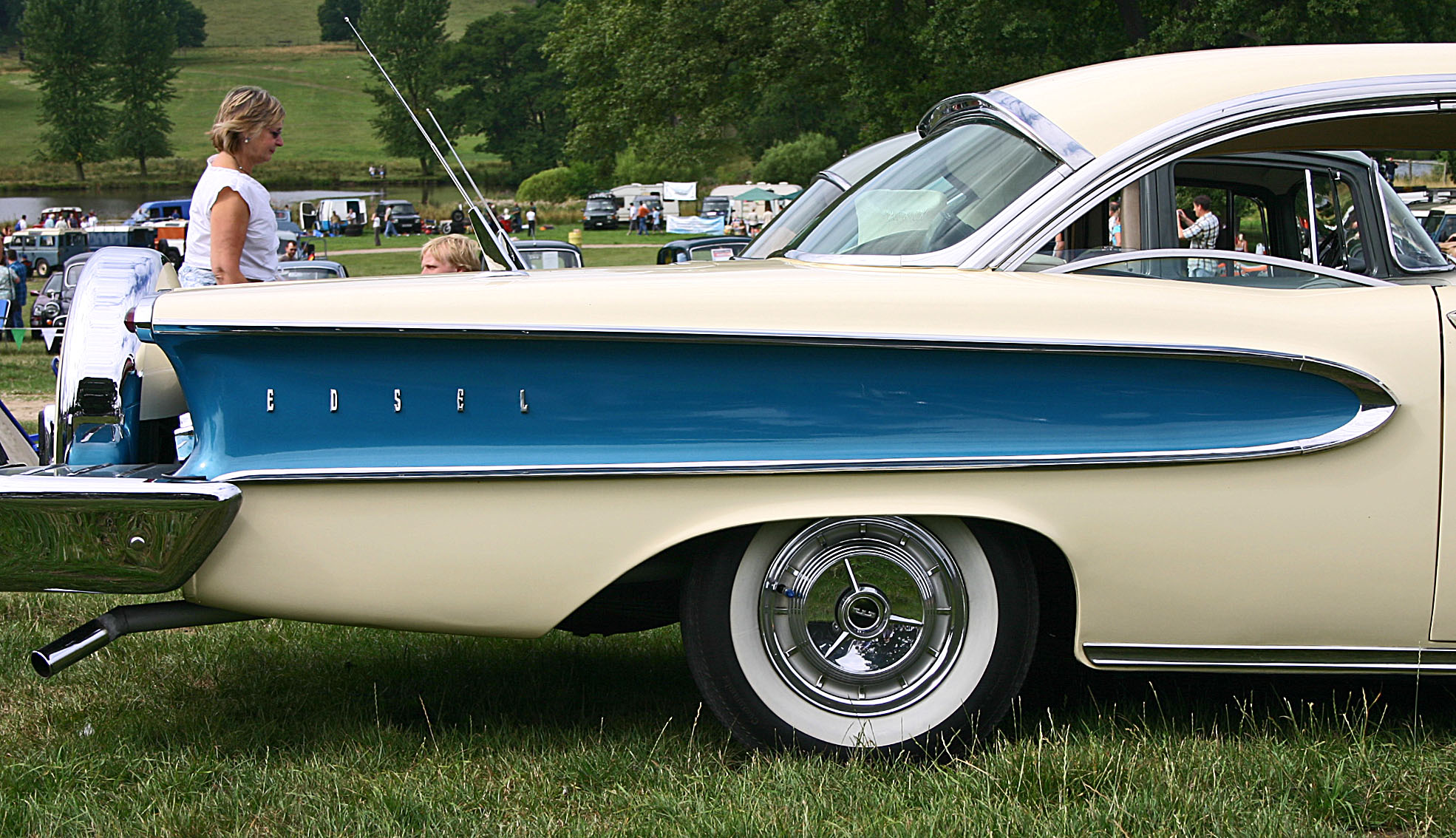
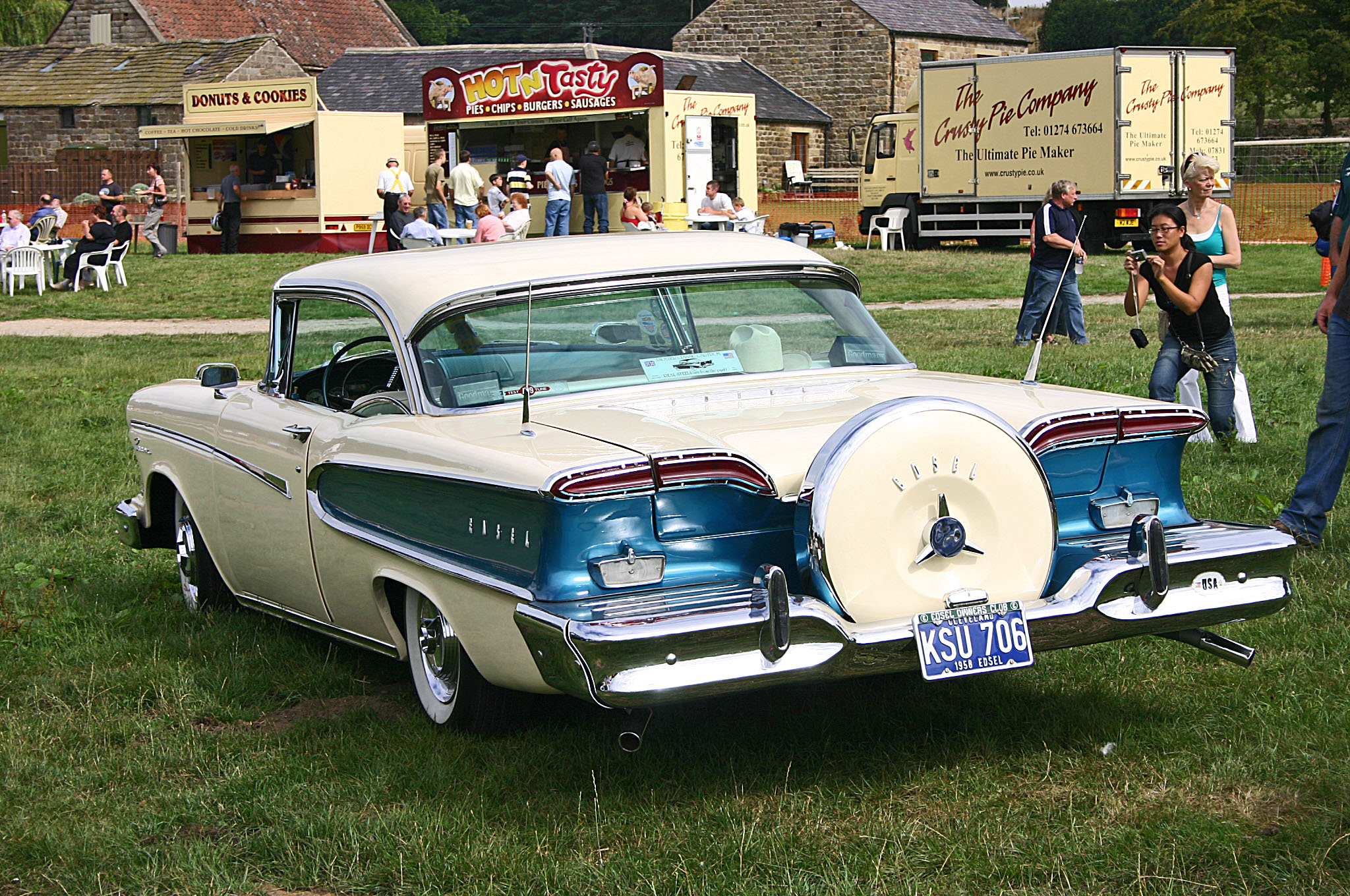
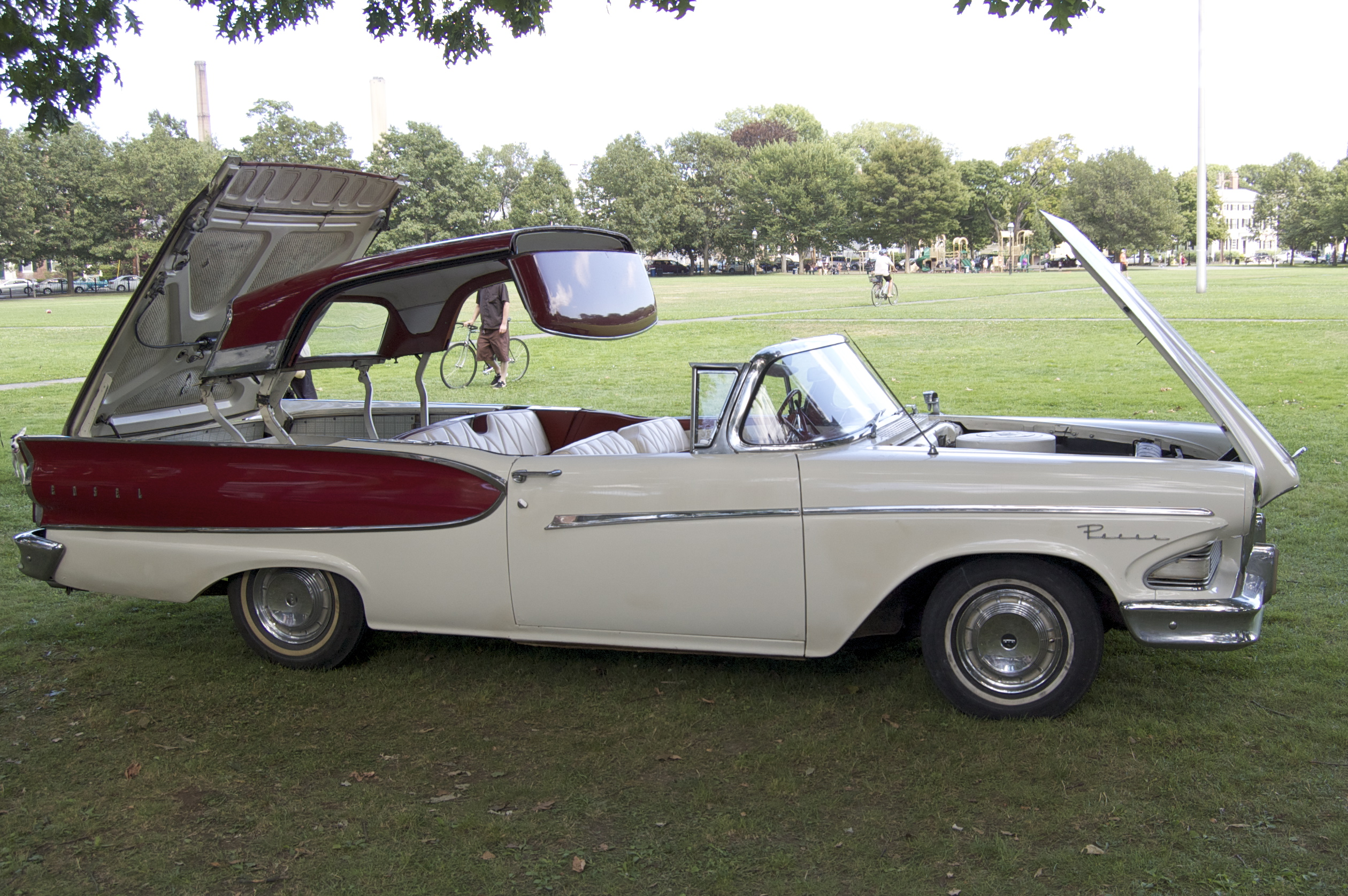